# Bolostromus holguinensis
Espèce
Bolostromus holguinensis est une espèce d'araignées mygalomorphes de la famille des Cyrtaucheniidae.

## Distribution
Cette espèce est endémique de Cuba. Elle se rencontre dans les provinces de Holguín et de Guantánamo.

## Description
La carapace de la femelle holotype mesure 5,3 mm de long sur 4,5 mm.
La femelle décrite par Dupérré en 2023 mesure 7,69 mm.

## Systématique et taxinomie
Cette espèce a été décrite par Rudloff en 1996.

## Étymologie
Son nom d'espèce, composé de holguin et du suffixe latin -ensis, « qui vit dans, qui habite », lui a été donné en référence au lieu de sa découverte, la province de Holguín.

## Publication originale
- Rudloff, 1996 : « Primer reporte de una especie de la familia Cyrtauchenidae de Cuba inclusive una descripción de una nueva especie del genéro Bolostromus (Ausserer, 1875) (Cyrtauchenidae : Mygalomorphae: Araneida). » Garciana, vol. 24, p. 11-14.